# Mount Jewett
Mount Jewett è un comune (borough) degli Stati Uniti d'America, situato nello stato della Pennsylvania, nella contea di McKean. Non lontano dall'insediamento si trova il viadotto di Kinzua.